# 彼得·琼斯
彼得·瓊斯 CBE （1966年3月18日—），是知名的英國企業家、投資家。投資範圍包括手機、電子消費產品、食品、電視節目、媒體、休閒設施、房地產等。他以 BBC Two 的商業投資真人秀節目《龍穴》長駐評審投資人的身份為觀眾熟識。

## 生平

### 早年
在年幼時，彼得·瓊斯就喜歡坐在他父親辦公室的皮質大椅子上，想像著有一天自己能夠管理一家大公司。他在上學時就開始顯露企業家的商務頭腦。在上中學時，擅長打網球的他每年假期都在學校老師創辦的網球學校裡兼職，同時也在觀察學習網球學校的經營方法。在獲得網球教練的資格證書後，他在16歲創辦了自己的網球學校，將自己最熱愛的兩樣東西——網球與商業聯繫在了一起。

### 事業
彼得·瓊斯在19歲時創建了自己的電腦公司，公司的蓬勃發展隨之使他有能力住豪宅、開寶馬和保時捷。然而在他20歲後期，由於一連串的意外狀況及個人疏失，加上適逢一些主要客戶同樣生意慘淡，他的事業隨之泡湯，只好開始求職。他加入了西門子，並在短短一年內就成為公司英國地區的負責人。
1998年4月，重整旗鼓的彼得·瓊斯創辦了手機國際集團（Phones International Group），為不同的客戶提供移動電話解決方案。依靠他自己創造的核心分銷模式，集團的第一年收入就達到1400萬英鎊，第二年增長到4400萬英鎊。2002年，泰晤士報與安永將彼特·瓊斯列為商界新興企業家風雲人物之一。2003年，彼特·瓊斯的電信公司在星期日泰晤士報的‘增長最快公司’排行榜上排名第13位。
如今，手機國際集團負責電子通訊產品供應的子公司數據收集（Data Select）仍為彼得﹒瓊斯所有，另一子公司無線邏輯（Wireless Logic）於 2011 年以 3,800 萬英鎊售出。而彼得一直在積極地投資不同的公司與產品。他于 2013年成為英國相機零售連鎖 Jessops 的所有人，2014年成為英國數位消費產品電子商務零售平臺 Expansys 的所有人，據星期日泰晤士報富豪榜估計，其2013年總個人資產達到4.75億英鎊。
2005年，彼得·瓊斯作為評委投資人出現在BBC製作的真人商業投資秀《龍穴》。《龍穴》由 5 位坐擁至少千萬英鎊身家的成功企業家擔任評審，每一集都有來自不同行業的創業者向他們推薦自己的發明或是商業計畫。5位評審則運用他們敏銳的投資眼光來判斷商機，如果計畫可行，則以投資人身份入股。彼得·瓊斯通過《龍穴》節目進行多項投資，包括廣受歡迎的 Reggae Reggae 牙買加風味調味汁、Spoon 健康穀物早餐、Wonderland 高級時尚雜誌、現代馬戲團公司 The Generating Company 等。
彼得·瓊斯同時擁有自己的同名電視製作公司。由此公司參與制作的《美國發明家》（American Inventor）在美國播出第一集時即登上全美收視率榜首，成為美國最受歡迎的真人秀節目。
除了在商業上的成就，彼得·瓊斯也非常熱衷幫助年輕的創業者們實現他們的夢想。他於 2009年創辦彼得·瓊斯企業家學校（PJEA），幫助20歲以下的年輕企業家學習有效的企業管理、運營等相關知識。他的慈善基金——彼得·瓊斯基金致力於幫助、鼓勵與支持年輕人走上創業的道路。
2009年，彼得·瓊斯被授予大英帝國最優秀勳章。

## 電視節目

### 《龍穴》
《龍穴》為 BBC 製作的真人商業投資秀。2005年1月播出第一集，至 2014年已有共計 12 季。彼得·瓊斯為該節目的常駐評審投資人。

### 《美國發明家》
《美國發明家》的節目原始想法來自彼得·瓊斯，美國廣播公司（ABC）買下其版權，並與彼得﹒瓊斯電視公司共同製作拍攝了《美國發明家》。節目於 2006年3月第一次播出後直達收視榜首，使 ABC 電視臺的收看率遙遙領先於競爭對手。彼得﹒瓊斯在節目中是評委之一。Jones was a judge on the show, broadcast in 2007.

### 《商業大亨》
《商業大亨》（Tycoon）由彼得·瓊斯電視公司製作，2007 年 6 月於英國獨立電視臺 ITV 公映。

### 《彼得·瓊斯遇見……》
2013 年，BBC 開始播出《彼得·瓊斯遇見......》（Peter Jones Meets...）一系列節目。在節目中企業家彼得·瓊斯走訪一系列成功的企業家，探尋他們成功的秘密。

## 個人生活
彼得·瓊斯的身高為 2.01 米（6.7英尺）。他一共有五個孩子，分別是與前妻凱洛琳（Caroline）所生的安娜貝爾（Annabelle）和威廉（William），以及與現在的伴侶塔拉（Tara）所生的娜塔莉亞（Natalia》、伊莎貝爾（Isabella）與塔魯拉（Tallulah）。

## 外部連結
- Peter Jones – Official Site （页面存档备份，存于）
- Dragons' Den Biography （页面存档备份，存于）
- Peter Jones Twitter Page （页面存档备份，存于）
- The National Enterprise Academy Official Website （页面存档备份，存于）
- Peter Jones在互联网电影资料库（IMDb）上的資料（英文）